# Діамантова сутра

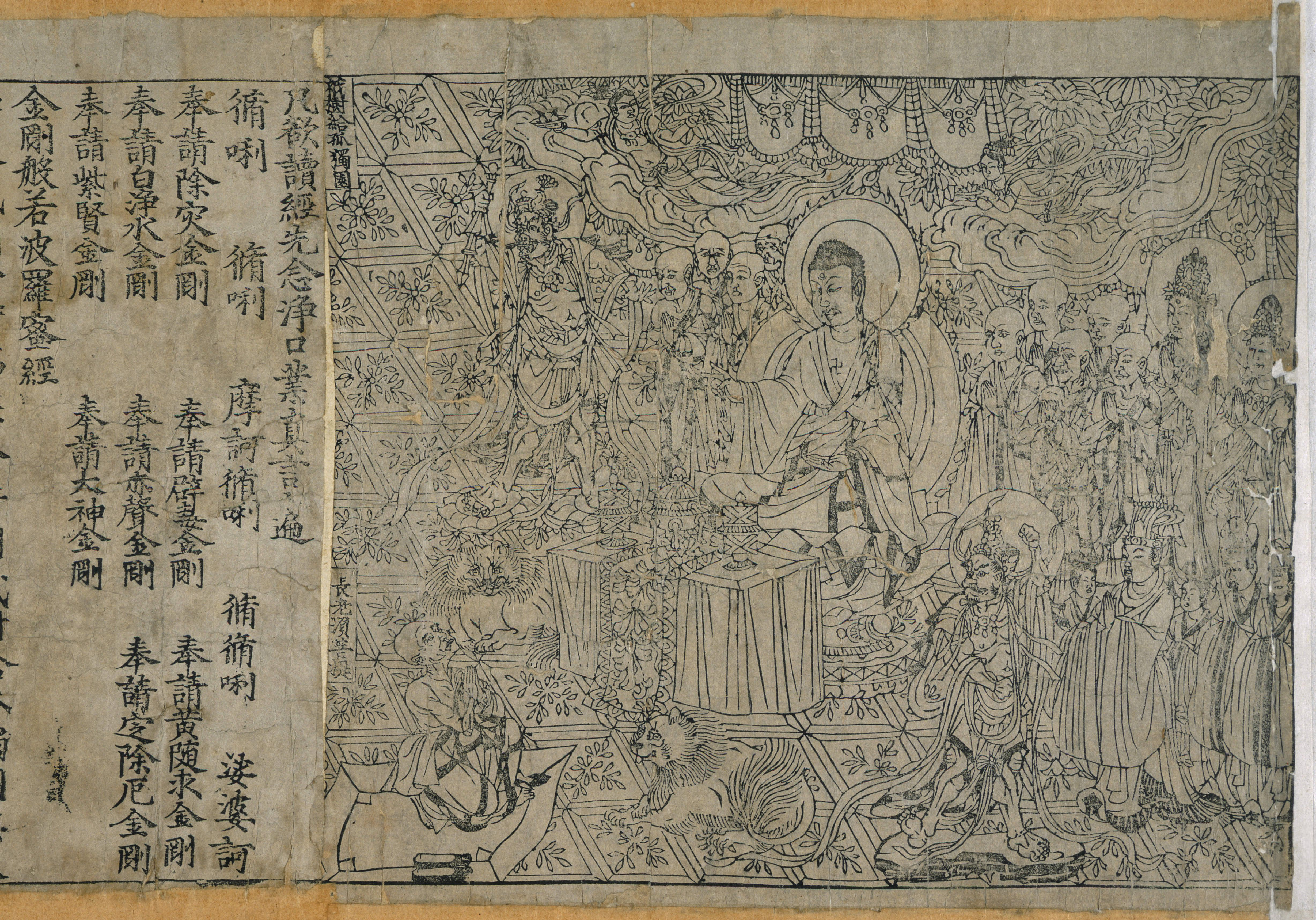
Діамантова сутра, надрукована в 868, архів Британської бібліотеки

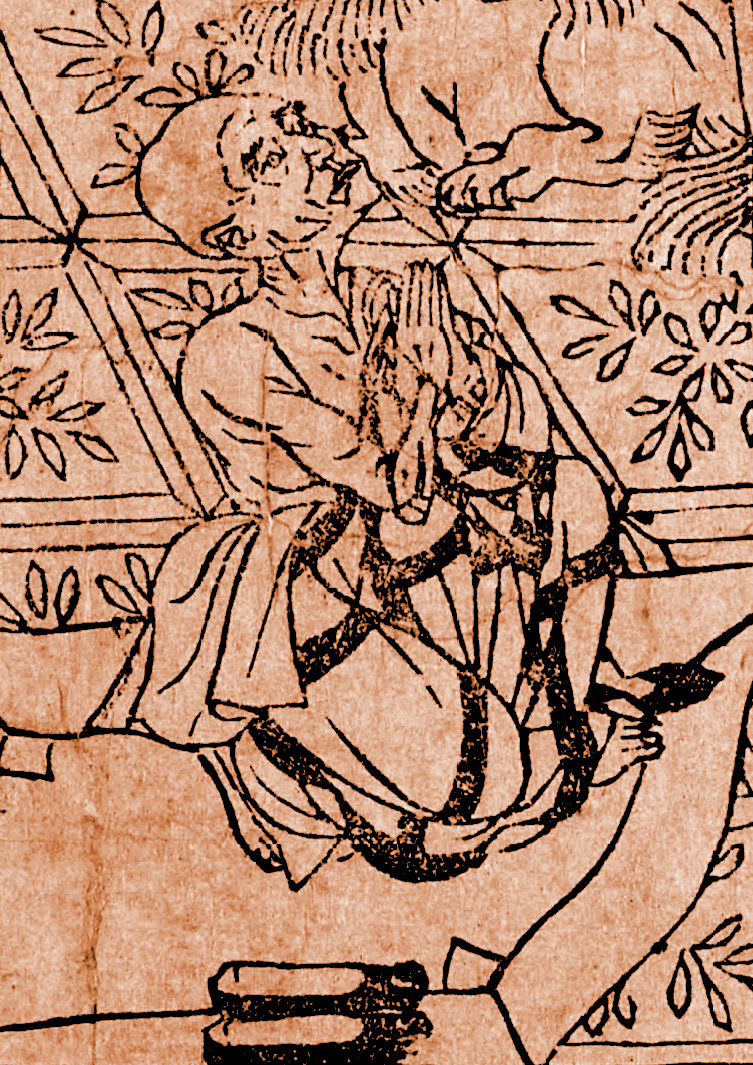
Діамантова сутра, деталь з другого розділу: Субгуті запитує Будду про те, як досягти просвітлення.

Діамантова сутра, також Ваджраччхедіка Праджняпараміта сутра(санскр. वज्रच्छेदिका प्रज्ञापारमितासूत्र, Vajracchedikā-prajñāpāramitā-sūtra, «Сутра про досконалу мудрість, що розтинає [темряву невігластва], як удар блискавки», кит.: 金剛[般若波羅蜜多]經, Цзіньган [баньже боломідо] цзін — сутра циклу "Праджняпараміти ", основоположний текст буддизму махаяни, створений бл. III ст. н. е., але не пізніше середини IV ст.. Існує шість китайських перекладів: переклад Кумараджіви є другою у світі друкованою книгою і датується 868 роком.

## Назва
Найраніша санскритська назва сутри Ваджраччхедіка Праджняпараміта сутра. Через англійську в українській використовується скорочена назва Діамантова сутра та Ваджра сутра. Діамантова сутра мала вплив на культурні та релігійні практики низки країн Азії. Нижче наведено назви сутри найважливішими азійськими мовами:
- Санскрит: वज्रच्छेदिकाप्रज्ञापारमितासूत्र, Vajracchedikā Prajñāpāramitā Sūtra
- Китайська мова: 金剛般若波羅蜜多經, jīngāng bōrěbōluómìduō jīng, скорочено 金剛經, jīngāng jīng
- яп. 金剛般若波羅蜜多経, kongou hannyaharamita kyou, скорочено 金剛経, kongou kyou
- кор. 금강반야바라밀경, geumgang banyabaramil gyeong, скорочено 금강경, geumgang gyeong
- В'єтнамська мова Kim cương bát-nhã-ba-la-mật-đa kinh, скорочено Kim cương kinh
- Тибетська мова: འཕགས་པ་ཤེས་རབ་ཀྱི་ཕ་རོལ་ཏུ་ཕྱིན་པ་རྡོ་རྗེ་གཅོད་པ་ཞེས་བྱ་བ་ཐེག་པ་ཆེན་པོའི་མདོ།, (транслітерація Вайлі): ’phags pa shes rab kyi pha rol tu phyin pa rdo rje gcod pa zhes bya ba theg pa chen po’i mdo

## Зміст сутри
У сутрі описуються поведінка, мова і образ думок тих, хто став на шлях бодхісатв. Для обґрунтування основних положень в сутрі використовується характерна побудова речень («парадоксальна логіка»): «те, про що Будда проповідував як про досконалість мудрості, про те саме Він повідав як про не-досконале, тому воно назване досконалістю мудрості». Автор/автори сутри вдаються до своєрідної не формальної та не діалектичної логіки, що підкреслює умовність назви. На думку дослідника Є. О. Торчинова, основна мета сутри — показати, що все описуване не є реальністю, оскільки мова пов'язана зі знаками, а не з реальністю. Саме тому, те, про що Будда проповідував як про «досконалість мудрості», справді є «досконалістю мудрості», проте «досконалість мудрості» не позначає те, про що проповідував Будда, оскільки будь-яке її позначення вже не є «досконалістю мудрості».

### Основні ідеї сутри
- Особистість та її елементарні психофізичні стани (дхарми) не мають сутності.
- Живі істоти перебувають в нірвані, й лише неуцтво породжує ілюзію їхнього перебування в сансарі.
- Будда є справжньою реальністю, як вона є (дхармакая, татхата), а не людська істота.
- Справжня реальність не має образу (самджня) і не може бути описана або уявлена.
- Тільки за допомогою інтуїції йоги можна осягнути справжню реальність.

Сутра присвячена питанням, що належать до сфери психології та гносеології з певним виходом в онтологію.
Найвідоміший чотиривірш, в самому кінці сутри розповідає про скороминущість (анітья):
Як на сновидіння, ілюзію,
Як на відображення і бульбашки на воді,
Як на росу і блискавку,
Так слід дивитися на всі діяльні дхарми.

## Друга у світі друкована книга
Сутра є другою в світі після Дхарані сутри з Пульгукси датованою книгою, друкованою методом ксилографії. Це сувій завдовжки 4,8 м, який придбав археолог Марк Аурель Стейн у ченця в печерах Могао, поблизу Дуньхуан, де знаходилася величезна бібліотека рукописів. На колофоні книги написано: «З благоговінням зроблено для загального безкоштовного розповсюдження Ван Цзе за дорученням його батьків в 15-му числі четвертого місяця року Сяньтун [11 травня 868 р.]».